# IC 1572
IC 1572 — галактика типу * (зірка) у сузір'ї Риби.
Цей об'єкт міститься в оригінальній редакції індексного каталогу.